# Jipang (Cepu)
Jipang is een bestuurslaag in het regentschap Blora van de provincie Midden-Java, Indonesië. Jipang telt 1902 inwoners (volkstelling 2010).